# Abdulrasid Bulacsevics Szadulajev
Abdulrasid Bulacsevics Szadulajev (oroszul: Абдулрашид Булачевич Садулаев; Avarul: ГІабдулрашид Булачил Садулаев; Csarodini járás, Dagesztán 1996. május 9. –) kétszeres olimpiai-, világ- és Európa-bajnok orosz birkózó.

## Sportpályafutása

### Kezdetek
Abdulrasid Szadulajev 1996-ban született Oroszországban, Dagesztán Csarodini járásán, avar etnikumú muzulmán családban. Már 15 évesen megnyerte a kadét korcsoportúaknak kiírt szabadfogású birkózók viadalát. Első felnőtt versenye az Ali Aliyev Memorial volt, ahol bronzérmet szerzett. 2014-ben szerezte első országos bajnoki címét.

### Európa Játékok és a 2015-ös világbajnokság
A 2015-ös bakui Európa Játékokon, és veretlenül szerzett aranyérmet. Szeptember 11-én a világbajnokságon is diadalmaskodott, a döntőben a török Selim Yaşart győzte le, új pontozási rekorddal (47-2, 6-0).
Ez évi sikereiért hazájában az iparmágnás Ziyavudin Magomedovtól egy Mercedes-Benz és egy Toyota sportautót kapott.

### 2016, a riói olimpia
A 2016-os riói olimpián a szabadfogásúak 86 kg-os versenyében olimpiai bajnoki címet szerzett, a nyolcaddöntőben Veréb Istvánt, a döntőben a török Selim Yaşart legyőzve.

### 2021, a tokiói olimpia
A 2021 nyarára halasztott 2020. évi nyári olimpiai játékokon 96 kilogrammban olimpiai bajnoki címet szerzett.